# Vinciguerria attenuata
Vinciguerria attenuata es una especie de pez del género Vinciguerria.

## Descripción
Es un pez que mide aproximadamente 45 mm de longitud (1,8 pulgadas). Los ojos son tubulares y están muy juntos, esto le permite mirar hacia cualquier dirección, tanto arriba como a los lados. La boca es grande, con una sola fila de dientes. La aleta dorsal se encuentra en frente de una pequeña aleta adiposa (una pequeña aleta carnosa). Las aletas pectorales tienen de 9 a 10 radios blandos, las aletas pélvicas 6 a 7 y la aleta anal 13 a 16. La superficie dorsal del cuerpo es oscura.

## Distribución y hábitat
Se encuentra en las zonas más cálidas del océano Atlántico, el mar Caribe, el golfo de México y el mar Mediterráneo, y también el océano Índico y gran parte del océano Pacífico. Es un pez que habita las zonas mesopelágicas, haciendo pequeñas migraciones diarias, y se sumerge a profundidades que van desde los 250 hasta 600 m (800 y 2000 pies) durante el día y 100 hasta 500 m (300 y 1600 pies) por la noche. Tanto los adultos como los jóvenes son capturados habitualmente entre los 250 y 300 m de profundidad (800 y 1000 pies).